# Knjižnica Załuskih
Knjižnica Załuskih (poljski: Biblioteka Załuskich, latinski: Bibliotheca Zalusciana), poljska je nacionalna knjižnica (od 1780. godine),  izgrađena u Varšavi u razdoblju od 1747. do 1795. godine. Osnovali ju je Józef Andrzej Załuski i njegov brat, Andrzej Stanisław Załuski, oba katolički biskupi. 
Bila je to prva poljska nacionalna knjižnica, najveća knjižnica u Poljskoj i jedna od prvih narodnih knjižnica u Europi. Nakon Kościuszkovog ustanka (1794.) vojska ruske carice Katarine II. zaplijenila je njen fond i prenijela je u Petrograd, gdje su knjige dodane Ruskoj nacionalnoj knjižnici osnovanoj 1795. 1920-ih Sovjetski Savez vratio je Poljskoj dio zaplijenjenog fonda knjižnice Załuskih prema mirovnom ugovoru u Rizi. Ovu su zbirku namjerno uništili nacisti tijekom planiranog uništenja Varšave u listopadu 1944., nakon urušavanja Varšavskog ustanka. 

## Povijest
Knjižnica Zaluskih smatra se prvom poljskom javnom knjižnicom i jednom od najvećih knjižnica u tadašnjem svijetu. U Europi su samo dvije ili tri knjižnice posjedovale fondove slične veličine. Fond je knjižnice uključavao oko 200 000 svezaka i od tada brzo se povećavao, tako da se krajem 1780. godina sastojao od 400 000 tiskanih knjiga, rukopisa i zemljovida. Obuhvaćao je također umjetničke zbirke, znanstvene instrumente te životinjske eksponate. 
Za čitatelje, knjižnica je bila otvorena utorkom i četvrtkom od 7.00 do 19.00. Od posjetitelja se tražilo mirno ponašanje te molitvu za osnivače - braću Zaluskih. Zabranjeno je bilo iznošenje knjiga van knjižnice. S obzirom na činjenicu da se problem krađe povećavao, biskupi su zamolili papu da im pomogne. 1752. godine, odgovarajući na njihov zahtjev, papa Benedikt XIV  je izdao bulu prema kojoj je krađa knjiga bila strogo zabranjena. Nažalost, ni to nije riješilo ovaj problem. 
Nakon smrti braće Zaluskih, knjižnica je postala ustanova ovisna od Komisiјe nacionalnog obrazovanja (Komisja Edukacji Narodowej, prva centralna državna obrazovna instituciјa u Europi) i preimenovana u Knjižnicu Republike (Biblioteka Rzeczpospolitej). Prvobitno sjedište knjižnice 1821. godine pretvoreno јe u stambenu zgradu. Prilikom rekonstrukciјe ove zgrade pronađene su sakrivene za vrijeme podjele Poljske biste poljskih kraljeva. Stoga se ova zgrada zove "Kuća pod kraljevima" (Dom pod królami). Zgrada knjižnice je srušena tijekom Drugog svjetskog rata. Nakon rata je rekonstruirana. 
Današnja Nacionalna Knjižnica Poljske (osnovana 1928.) smatra se nasljednicom Knjižnice Zaluskih i nastavlja njenu tradiciju.